# Mannetje & Mannetje
Mannetje & Mannetje is een Nederlandse fotostrip van en met de striptekenaars Hanco Kolk en Peter de Wit van Studio Arnhem. De strip verscheen van 1988 tot 1995 in het Sjors en Sjimmie Stripblad. De afleveringen waren één pagina lang.

## Albums
In 1989 werd een eerste en tevens laatste album uitgegeven met de titel De Vrouwenmachine. In 1997 verschenen enkele afleveringen in het eerste en tweede deel van de albums Kolk & De Wit betraden hun archief en vonden dit... van uitgeverij De Plaatjesmaker.

## Televisie
In hun zevenjarig bestaan traden de mannetjes van 1990 tot en met 1992 drie seizoenen op in een eigen animatieserie die op televisie werd uitgezonden door de VPRO.